# Nachal Jicpor
Nachal Jicpor (hebrejsky: נחל יצפור) je vádí v severním Izraeli, v pohoří Gilboa a v Bejtše'anském údolí, jež je součástí příkopové propadliny okolo řeky Jordán)
Začíná v nadmořské výšce přes 300 metrů ve východní části pohoří Gilboa, v prostoru mezi vrcholy Har Jicpor a Micpe Gilboa (na kterém leží vesnice Ma'ale Gilboa), při křižovatce lokálních silnic 667 a 6666. Směřuje pak k východu a prudce klesá po zalesněných svazích do zemědělsky využívaného Bejtše'anského údolí. Tento úsek je turisticky využíván. V údolí je vodní režim změněn kvůli rozsáhlým melioračním zásahům. Vádí je tu zaústěno do umělých vodotečí, které jsou vyvedeny do vádí Nachal Moda.